# 김천부곡초등학교
김천부곡초등학교는 대한민국 경상북도 김천시에 있는 공립 초등학교이다.

## 학교 연혁
- 2001.03.01 김천부곡초등학교 개교(21학급)
- 2002.02.19 제1회 졸업(79명)
- 2002.03.01 29학급 편성
- 2015.02.13 제14회 졸업(졸업생 총수 : 2,567명)
- 2015.03.01 29학급 편성(디지털교과서 정책연구학교)
- 2015.03.01 제7대 박삼봉 교장 부임

## 참고 자료
- 김천부곡초등학교 - 한국교육학술정보원 학교알리미